# Tehuana jacatepecensis
Tehuana jacatepecensis is een krabbensoort uit de familie van de Pseudothelphusidae. De wetenschappelijke naam van de soort is voor het eerst geldig gepubliceerd in 2003 door Villalobos & Alvarez.